# Pterolophia sthenioides
Pterolophia sthenioides är en skalbaggsart. Pterolophia sthenioides ingår i släktet Pterolophia och familjen långhorningar.

## Underarter
Arten delas in i följande underarter:
- P. s. sthenioides
- P. s. grossepunctipennis